# نوتردام دو لاسالت، کبک
نوتردام دو لاسالت (به فرانسوی: Notre-Dame-de-la-Salette) شهری در منطقه شهری له کولین-دو-لوتاوه ناحیه اوتاوه در استان کبک کانادا است. در سرشماری سال ۲۰۱۱ این شهر ۷۲۴ نفر جمعیت داشته‌است و مساحت آن ۱۱۷٫۵۴ کیلومتر مربع است.